# Dactylocrepis
Dactylocrepis är ett släkte av skalbaggar. Dactylocrepis ingår i familjen vivlar.
Kladogram enligt Catalogue of Life:
| Dactylocrepis | \| \| Dactylocrepis attenuatirostris \| \| \| \| \| \| Dactylocrepis distigma \| \| \| \| \| \| Dactylocrepis flabellitarsis \| \| \| \| \| \| Dactylocrepis lamellifera \| \| \| \| \| \| Dactylocrepis pinnatitarsis \| \| \| \| \| \| Dactylocrepis ruficollis \| \| \| \| \| \| Dactylocrepis tubifera \| \| \| \| |
|               | \| \| Dactylocrepis attenuatirostris \| \| \| \| \| \| Dactylocrepis distigma \| \| \| \| \| \| Dactylocrepis flabellitarsis \| \| \| \| \| \| Dactylocrepis lamellifera \| \| \| \| \| \| Dactylocrepis pinnatitarsis \| \| \| \| \| \| Dactylocrepis ruficollis \| \| \| \| \| \| Dactylocrepis tubifera \| \| \| \| |
|               | Dactylocrepis attenuatirostris |
|               | |
|               | Dactylocrepis distigma |
|               | |
|               | Dactylocrepis flabellitarsis |
|               | |
|               | Dactylocrepis lamellifera |
|               | |
|               | Dactylocrepis pinnatitarsis |
|               | |
|               | Dactylocrepis ruficollis |
|               | |
|               | Dactylocrepis tubifera |
|               | |